# Ендепандан (солунски вестник)
„Ендепандан“ (на френски: L'Independant, в превод Независим) е френскоезичен еврейски вестник, излизал в Солун, Османската империя от 1909 година.
Редактори на „Ендепендан“ са Албер Метарасо и Лазар Нефуси. Вестникът продължава да излиза и след като градът попада в Гърция след Междусъюзническата война (1913) от 1917 година до германската окупация в 1941 г.